# Los perros de la plaga
Los perros de la plaga (The Plague Dogs) es una película animada británica de 1982 escrita, dirigida y producida por Martin Rosen, y basada en la novela homónima de 1977 de Richard Adams. La película fue clasificada PG-13 por la MPAA, debido a que contiene escenas violentas y elementos argumentales fuertes.
La historia se centra en dos perros llamados Rowf y Snitter, que escapan de un laboratorio de investigación en Gran Bretaña. En el proceso de contar la historia, la película pone de relieve la crueldad de las investigaciones y de la vivisección como formas de maltrato animal; conceptos que recién habían llegado a la atención del público durante la década de 1960 y 1970. Aun así, Rosen dijo que el film no es estrictamente una película anti-vivisección, sino una aventura.
Es la segunda película animada basada en un libro de Richard Adams: la anterior es Watership down (1978), también dirigida, escrita y producida por Martin Rosen, y con la que comparten un cierto carácter oscuro en cuanto al argumento.

## Argumento
Rowf (una mezcla de Labrador) y Snitter (un Jack Russell terrier) son dos de los muchos perros utilizados con fines experimentales en un centro de investigación de animales, en el distrito de los lagos del noroeste de Inglaterra. Con Snitter han experimentado con su cerebro, lo que provoca que tenga alucinaciones; mientras Rowf ha sido ahogado y resucitado varias veces para probar el instinto de supervivencia de un ser vivo. Una noche, la jaula de Rowf queda abierta por descuido, mientras que Snitter aconseja, desde la jaula contigua, a Rowf a no rendirse. Es ahí donde Snitter descubre que las rejas de su jaula están sueltas por un costado, con lo que logra colarse a la jaula de Rowf y consiguen escapar. Ansiosos de huir de las torturas de la vida dentro de las instalaciones, exploran, derribando el resto del laboratorio, y finalmente encuentran la compuerta al incinerador de cadáveres, donde entran y escapan por una abertura del mismo, poco antes del que el incinerador se active.
Inicialmente aliviados y con ganas de experimentar su nueva libertad, los perros pronto se enfrentan, no solo con las realidades de la vida en la naturaleza, sino que también son perseguidos por sus ex captores. A regañadientes traban amistad con 'El Tod', un zorro rojo con acento inglés, con el fin de obtener alimento en la naturaleza. Inicialmente cazan ovejas de pastoreo, con ayuda de Tod, mientras que Snitter espera para un nuevo hogar. Pero después mata accidentalmente a un hombre que lo había llamado, trepando la escopeta del hombre para acercarse a que lo acariciara, pone su pata contra el gatillo, el cual le da de lleno en la cara. Después de esto, Snitter pierde la esperanza de hallar un amo. Pasa el tiempo y la nieve llega, sin ovejas que cazar caen en desnutrición, teniendo que robar gallinas y buscar en basureros. Los científicos, por su parte, contratan a un cazador para que mate a Rowf y Snitter. Él encuentra la muerte cuando está desde un barranco apuntando a Rowf, y de improviso Tod salta detrás del cazador haciendo que cayera del barranco. Por su parte, los dos perros, hambrientos al ver esto, proceden a comerse el cadáver del hombre. A medida que deambulan sin rumbo, el ejército y los medios de comunicación se forman parte en la búsqueda de los perros, impulsado por rumores de la peste bubónica que lleva, además de los asesinatos a ovejas y las muertes de humanos.
Cuando el ejército pone en marcha una operación de rastreo con pastores alemanes, Tod tranquiliza a Rowf y Snitter diciéndoles "tengo un par de trucos más bajo la manga". Tod atrae la atención de la jauría de perros rastreadores, para que Snitter y Rowf tengan el camino libre. Tod encuentra la muerte al ser rodeado por los perros rastreadores. Snitter y Rowf se esconden en un vagón de tren. Al oír el grito final de Tod, no quieren creer que haya muerto diciendo "nunca lo pillan a él, es demasiado astuto."  Snitter huele el mar y deciden bajar del tren y buscar el mar, que es su última esperanza. Al llegar allí, Snitter ve a lo lejos una isla, con lo cual se adentra hacia el mar, y Rowf lo sigue. Los perros nadan y nadan, hasta que, por fin, Snitter afirma que la isla era una ilusión debido a sus alucinaciones y comienza a dejarse ahogar. Rowf sin embargo, lo alienta diciéndole que puede ver la isla y que él lo llevará.
La película termina con los perros nadando en la niebla, dejando en la ambigüedad en cuanto a si sobrevivieron o no, a pesar de que se muestra una isla durante los créditos.

## Reparto
- John Hurt como Snitter.
- Christopher Benjamin como Rowf.
- James Bolam como Tod el zorro.
- Nigel Hawthorne como Dr. Boycott
- Warren Mitchell como Tyson/Wag.
- Bernard Hepton como Stephen Powell.
- Brian Stirner como el ayudante de laboratorio.
- Penelope Lee como Lynn Driver.
- Geoffrey Matthews como el granjero.
- Barbara Leigh-Hunt como la esposa del granjero.
- John Bennet como Don.
- John Franklyn-Robbins como Williamson.
- Bill Maynard como el editor.
- Malcolm Terris como Robert.
- Judy Geeson como Pekinés.
- Patrick Stewart

## Diferencias con la novela
En la segunda edición del libro, al concluir la historia, Snitter y Rowf son salvados por un pescador en un bote y, finalmente, el dueño original de Snitter que había sobrevivido, salva a ambos perros de los perseguidores y los pone bajo su cuidado.